# Große Gusen
Die Große Gusen ist einer der beiden Quellflüsse der Gusen, einem linken Nebenfluss der Donau im  Mühlviertel (Oberösterreich). Sie ist 22,3 km lang, zusammen mit der Gusen kommt sie auf eine Länge von 39,8 km.
Sie wird durch die Vereinigung des Rohrbaches mit kleineren Bächen (u. a. Grasbach) südlich von Reichenau im Mühlkreis gebildet und durchfließt in süd- bis südöstlicher Richtung Gallneukirchen und Engerwitzdorf, das Gallneukirchner Becken. Hier vereinigt sich die Große Gusen mit der Kleinen Gusen und heißt fortan nur noch Gusen. Wenige Kilometer nach St. Georgen an der Gusen mündet der Fluss unterhalb des Donaukraftwerkes Abwinden-Asten in die Donau.
Die Große Gusen weist durchgehend Gewässergüteklasse II auf (Stand 2007).